# Jerzy Pilarski
Jerzy Pilarski (ur. 14 maja 1938 w Świętochłowicach, zm. 26 czerwca 2018 tamże) – polski działacz ewangelicki, wieloletni członek władz Kościoła Ewangelicko-Augsburskiego w RP.

## Życiorys
Z zawodu był inżynierem i przez całą karierę zawodową związany był z Zakładami Urządzeń Technicznych „Zgoda” w Świętochłowicach. Ochrzczony został w parafii ewangelicko-augsburskiej w Świętochłowicach, gdzie również w 1952 również został konfirmowany. Od 1964 był członkiem Rady Parafialnej, tejże parafii, a w latach 1970–1998 piastował funkcję jej kuratora. Był wieloletnim członkiem Synodu Diecezji Katowickiej, natomiast w latach 1984–2001 piastował funkcję radcy Konsystorza Kościoła Ewangelicko-Augsburskiego w RP. Jako radca konsystorza brał udział między innymi w tworzeniu Ustawy o gwarancjach wolności sumienia i wyznania z 1989 roku oraz Ustawy o stosunku Państwa do Kościoła Ewangelicko-Augsburskiego w RP z 1994. Zmarł 26 czerwca 2018. Został pochowany na cmentarzu ewangelickim w Siemianowicach Śląskich.
Był żonaty. Miał córkę.